# Napój alkoholowy

Czerwone wino

Napój alkoholowy (alkohol, arab. al-kohl ‘proszek’, ‘coś delikatnego’) – napój zawierający etanol, jedna z najpopularniejszych używek. Napoje alkoholowe dzielone są na piwa, wina oraz alkohole spirytusowe. Spożywanie napojów alkoholowych jest legalne w większości krajów, a ponad 100 państw posiada przepisy regulujące ich produkcję, sprzedaż i spożywanie. W Polsce, według definicji ustawowej, napój alkoholowy to każdy produkt przeznaczony do spożycia zawierający więcej niż 0,5% alkoholu etylowego pochodzenia rolniczego.

## Podział

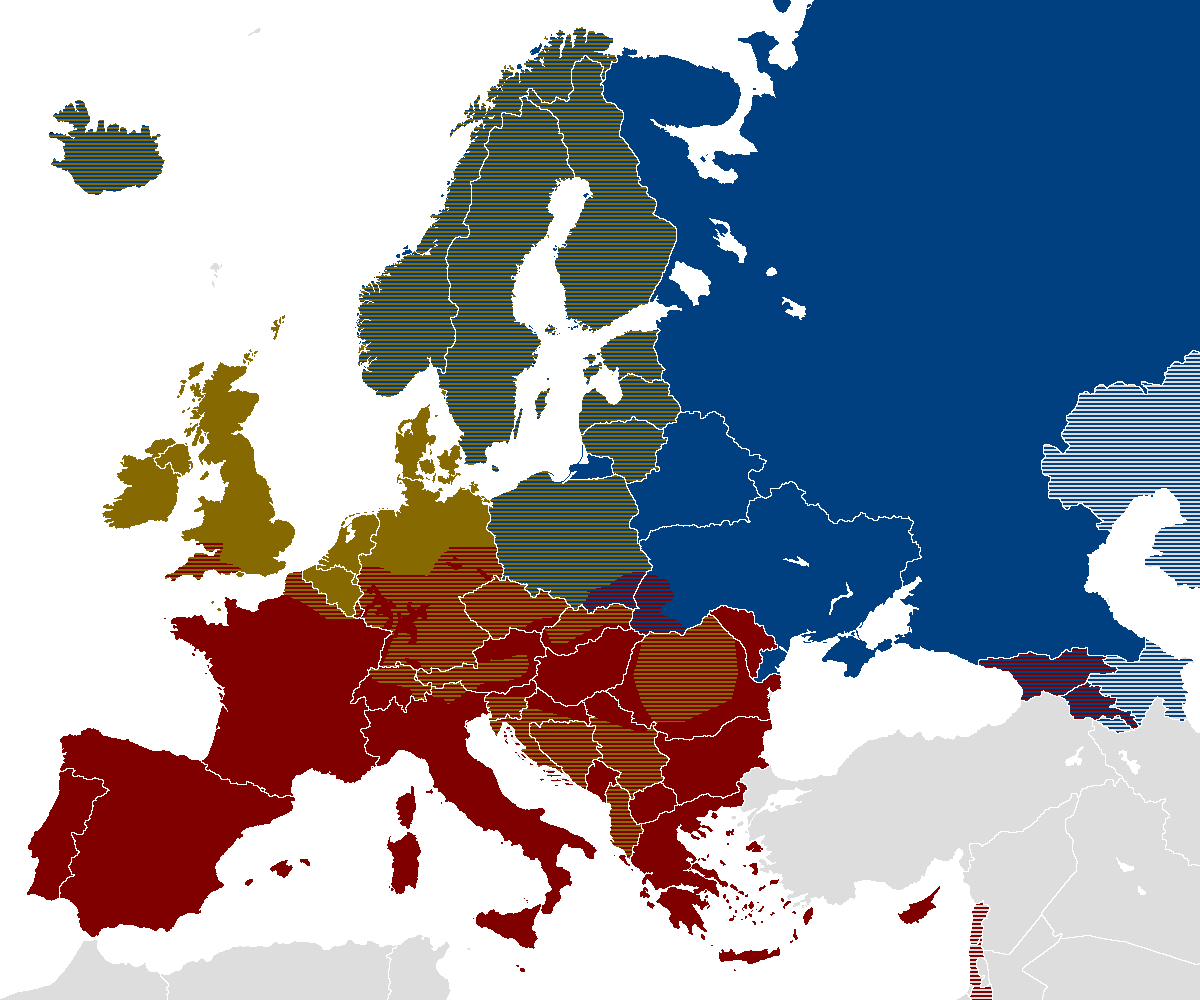
Strefy popularności alkoholu w Europie
pas wódki
pas piwa
pas wina

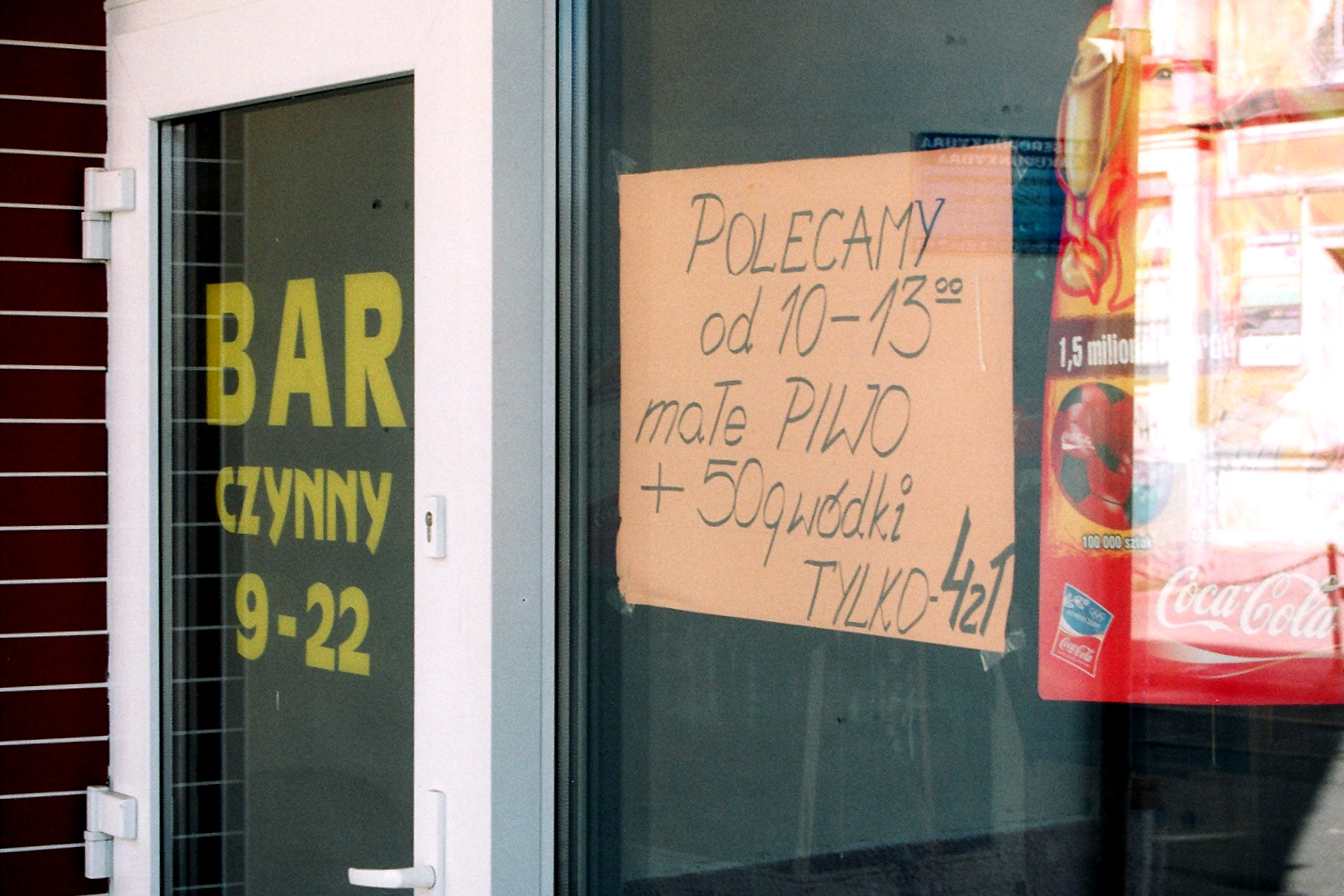
Oferta handlowa baru w zachodniej Polsce (l. 90 XX w.)

pas wódki
     pas piwa
     pas wina

### Wysokoprocentowe napoje alkoholowe
Są to: spirytus, wódki, nalewki, likiery i inne trunki zawierające destylowany alkohol. Mogą zawierać dodatki: cukier, owoce, zioła, przyprawy, a nawet kwiatostany. Klasyfikacja jest trudna, ponieważ czasami pod jedną nazwą może kryć się alkohol sporządzony – w zależności od receptury – na przykład jako nalewka lub likier lub też do sporządzenia danego trunku mógł być użyty koniak.
Zgodnie z definicją przyjętą w „Ustawie z dnia 18 października 2006 r. o wyrobie napojów spirytusowych oraz o rejestracji i ochronie oznaczeń geograficznych napojów spirytusowych”, napojem spirytusowym jest m.in. napój o zawartości alkoholu wynoszącej minimum 15% obj. Bywają one określane nazwą „napój wyskokowy”.
Przykłady wysokoprocentowych napojów alkoholowych:
- absynt
- arak
- archi
- armagnac
- bimber
- burbon
- calvados
- gin
- genever
- grappa
- koniak
- rakija
  - brandy
- likiery
  - ajerkoniak – likier jajeczny
  - alasz – likier kminkowy
  - amaretto – likier migdałowy
  - anyżówka
  - echt stonsdorfer – likier ziołowy na bazie borówek i górskich ziół
  - goldwasser – likier ziołowy z płatkami złota
  - malibu – likier kokosowy na bazie rumu
  - sambuca
- nalewki
  - piołunówka
  - orzechówka
  - cytrynówka
  - malinówka
  - nalewka z wiśni
  - dereniówka
  - smorodinówka
- ratafia – likier lub wódka wieloowocowa
- rum
- rumtopf
- śliwowica
- tequila
- whisky
- winiak
- wódka
  - siwucha
  - wódki smakowe
    - schnapps
    - pálinka
    - wiśniówka
    - żubrówka

### Średnio- i niskoprocentowe napoje alkoholowe

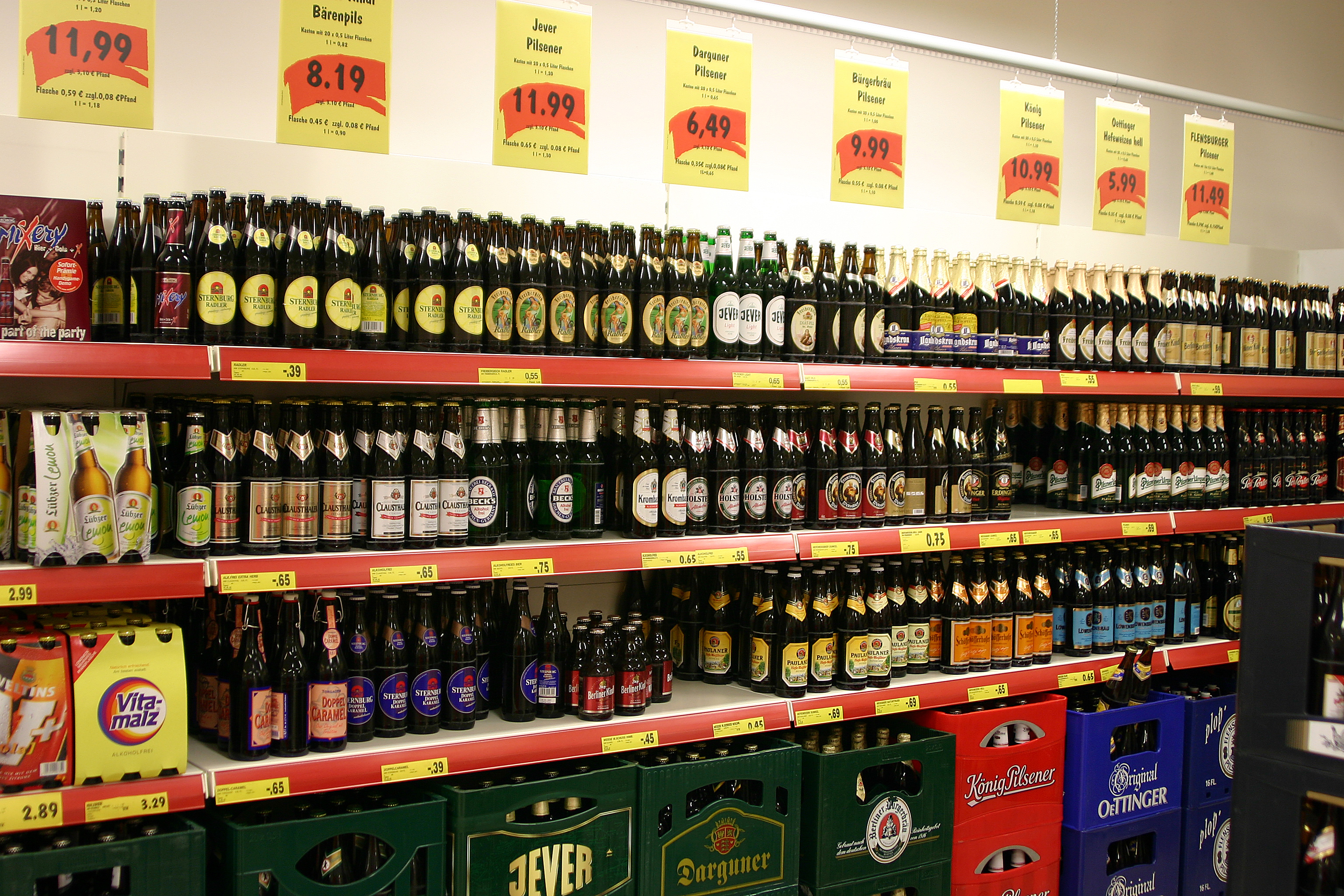
Wybór piw w niemieckim supermarkecie

Są to wina, miody pitne i piwa. Wina można podzielić ze względu na kolor, z uwagi na to, z czego są przyrządzane, lub ze względu na zawartość cukru (wytrawne, półwytrawne, półsłodkie i słodkie). Znawcy twierdzą, że na miano prawdziwego wina zasługują tylko wina gronowe.
- wino
  - gronowe (z winogron)
    - sherry
    - porto
    - sangria
    - wermut
    - wino musujące
      - szampan
      - cava

  - owocowe (z innych owoców, np. z jabłek)
    - cydr
    - tanie wino
- inne
  - colonche
  - sake
  - kumys

Piwa też mogą być silniejsze, słabsze lub bezalkoholowe, jednakże zasadniczą różnicę między różnymi gatunkami piw stanowi ich proces produkcji. Poza tym wyróżnić można piwa jasne i ciemne.
- piwo
  - piwo jasne
  - piwo ciemne
    - porter

- miód pitny

### Koktajle
Do napojów alkoholowych zalicza się również aperitify i koktajle, czyli napoje uzyskiwane po połączeniu różnych rodzajów alkoholi i soków, z dodatkiem specyficznych przypraw i substancji barwnikowych.
- aperitif
- drink
- long drink

## Historia
Do napojów alkoholowych znanych najdłużej należą wino oraz piwo, natomiast w Polsce miód pitny (otrzymywany przez sfermentowanie roztworu miodu w wodzie). Robienie miodu pitnego było rytualnym aktem większości antycznych kultur i niektórzy archeolodzy twierdzą, że nabycie umiejętności produkcji alkoholu zapoczątkowało proces przeistoczenia się ludzkości z „dzikiej” w cywilizowaną. Destylacja wina do produkcji wysokoprocentowych napojów alkoholowych została odkryta przez arabskiego alchemika Gebera, a jego metody zostały zaadaptowane przez Europejczyków. Uważano, że alkohol posiada właściwości magiczne i lecznicze, a proces jego destylacji był licencjonowany przez rządy w większości krajów. W Indiach napoje alkoholowe uważa się za święte i poświęcone są one bogu Warunie. Tradycja serwowania aromatyzowanych wódek (likierów) dla gości po spożytym obiedzie uważana jest tam za gwarancję zdrowia i bezpieczeństwa. Tradycja chińska twierdzi, że zatrucie alkoholowe u ludzi spowodowane jest nieumiejętnością kooperacji z bardzo mocnymi duchowymi siłami zawartymi w napojach alkoholowych.
Alkohol był istotnym elementem uczt i biesiad. Co więcej, był on uważany za uniwersalne remedium na choroby zakaźne i epidemiczne, jak dżuma, grypa hiszpanka. Zwyczaj ten był wielokrotnie opisywany w dziejach kultury (Dekameron, Maska czerwonego moru, Dziennik roku zarazy).

## Spożycie
W Polsce w 2013 roku spożycie alkoholu w przeliczeniu na osobę wyniosło 9,67 l.

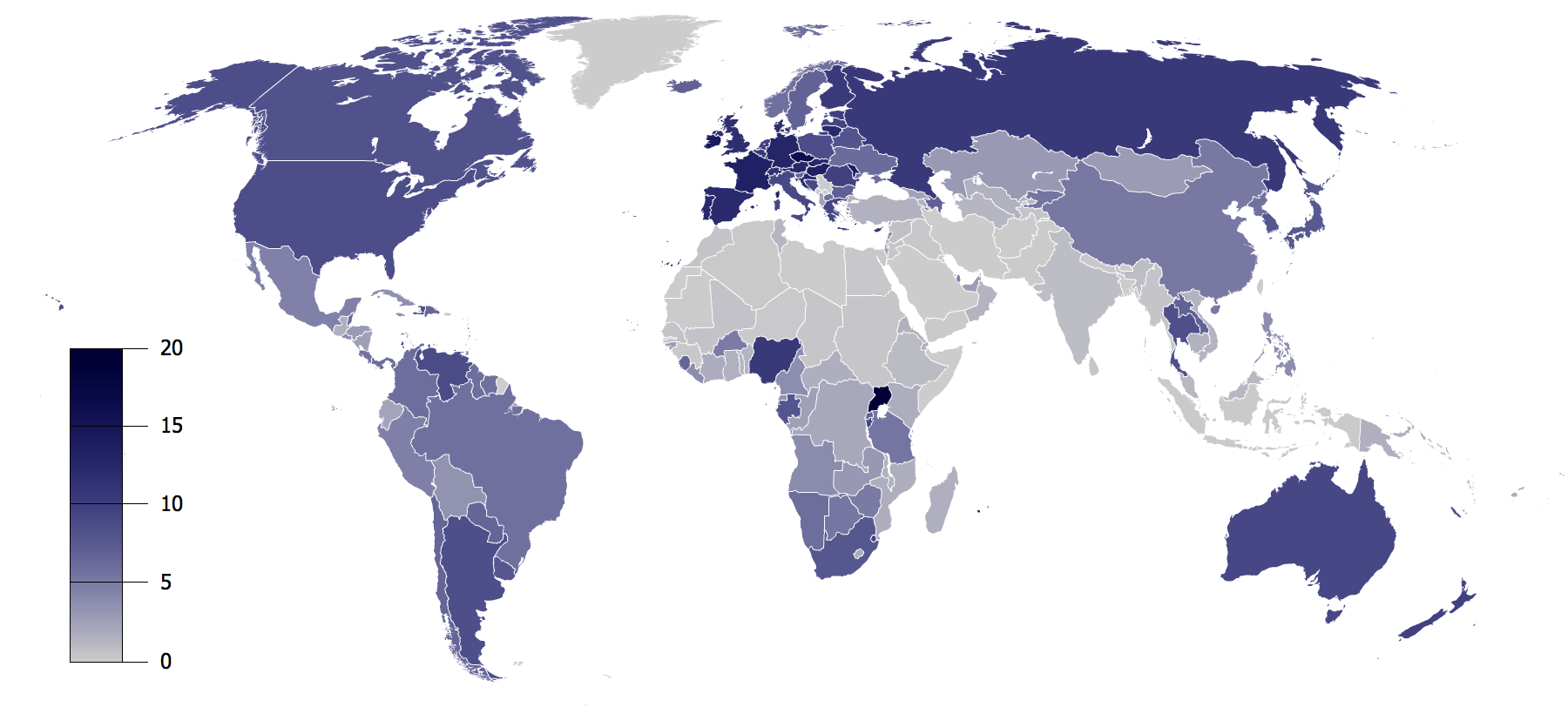
Spożycie alkoholu w litrach per capita (powyżej 15. roku życia) na rok

Ponad połowa Polaków (56%) deklaruje, że pije alkohol okazjonalnie, mniej niż co dziesiąty badany spożywa go często (8%), a co trzeci unika okazji do picia alkoholu lub w ogóle nie bierze go do ust (33%). Najczęściej spożywanym alkoholem jest piwo.
Od 2023 konsumpcja czystego alkoholu w Polsce zaczęła spadać. W 2023 roku wyniosła 8,93 litra na mieszkańca, co oznacza spadek o 5 proc. względem roku poprzedniego. Jak wynika ze statystyk Krajowego Centrum Przeciwdziałania Uzależnieniom, najchętniej spożywanym napojem alkoholowym przez Polaków jest piwo, które stanowi 54 proc. ogólnej ilości spożywanego alkoholu. Rocznie wypija się 87 litrów tego trunku. Na kolejnych pozycjach znajdują się napoje spirytusowe (38 proc., czyli ok. 6,7 litra 40-proc. trunków rocznie), a także wino i inne napoje fermentowane, takie jak cydr, miody pitne czy perry (8 proc., czyli ok. 8,5 litra rocznie). 
Na rynku mocnych alkoholi widoczne są zmiany w wyborach konsumentów na przestrzeni lat. Wódka czysta, która w 2008 roku stanowiła 80–83 proc. rynku, w 2024 roku odpowiadała za 63 proc. Na znaczeniu zyskują produkty z segmentu premium: whisky (14 proc. rynku), likiery (8,3 proc.), a także alkohole regionalne i rzemieślnicze, takie jak okowity, nalewki czy alkohole owocowe. 

## Cena
Cena prostych napojów alkoholowych (wódek czystych i spirytusu spożywczego) w wielu krajach wynika z podatków (akcyzy) nakładanych na te produkty, a nie z kosztów ich produkcji. Na początku XXI w. rzeczywisty koszt wytworzenia 1 litra spirytusu w procesie fermentacji wynosił 0,2–1,2 euro, w zależności od substratu rolnego i kraju.
W Polsce akcyza na alkohole spirytusowe jest prawie trzykrotnie wyższa niż akcyza na piwo. Koszt odprowadzania akcyzy stanowi 52 proc. wartości ceny napoju spirytusowego, podczas gdy w przypadku piwa jest to 19 proc. Po podwyżce stawek akcyzy na alkohol w 2025 roku, podatek akcyzowy na alkohole mocne wynosi 7991 zł od 1 hektolitra alkoholu etylowego 100 proc. zawartego w gotowym wyrobie, a w przypadku piwa 2730 zł. To sprawia, że przemysł spirytusowy stoi przed wyzwaniami związanymi z rosnącymi kosztami produkcji oraz rozwijającą się szarą strefą. W wyniku podwyższenia stawek akcyzy w latach 2022–2023 odnotowano spadek sprzedaży wyrobów spirytusowych. 

## Reklama napojów alkoholowych w Polsce
W Polsce obowiązuje zakaz reklamowania napojów alkoholowych z wyjątkiem piwa. Promocja tego rodzaju produktów jest ściśle regulowana przez ustawę o wychowaniu w trzeźwości i przeciwdziałaniu alkoholizmowi. Reklama piwa nie może być kierowana do osób niepełnoletnich. Przekaz promocyjny nie może również namawiać do nadmiernego spożycia oraz wywoływać skojarzeń z relaksem, sukcesem zawodowym, nauką czy atrakcyjnością seksualną.  
Przestrzeganie przepisów dotyczących reklamy alkoholu podlega bieżącej kontroli instytucji państwowych. W 2024 roku jednostki Prokuratury otrzymały 32 zawiadomienia dotyczące podejrzenia naruszenia przepisów związanych z reklamą i promocją alkoholu. W 4 sprawach nie wszczęto postępowania, a 11 spraw zakończono umorzeniem. W pozostałych 17 przypadkach postępowania nie zostały rozstrzygnięte m.in. ze względu na procedury odwoławcze.  
Według badań ponad połowa Polaków opowiada się za całkowitym zakazem reklamowania napojów alkoholowych. W marcu 2025 roku rząd ogłosił, że pracuje nad nowelizacją ustawy o wychowaniu w trzeźwości i przeciwdziałaniu alkoholizmowi, której celem ma być zmniejszenie spożycia alkoholu w Polsce. W projekcie ustawy znalazły się zapisy o ograniczeniu promocji na alkohol, zakazie sprzedaży alkoholu w formie innej niż płynna oraz propozycja zaostrzenia zasad sprzedaży i kar za nielegalną reklamę i promocję napojów alkoholowych. 

## Ograniczenia prawne w obrocie napojami alkoholowymi
W Polsce obrót napojami alkoholowymi wymaga posiadania stosownego zezwolenia.
Art. 15 ustawy z dnia 26 października 1982 r. o wychowaniu w trzeźwości i przeciwdziałaniu alkoholizmowi (Dz.U. z 2023 r. poz. 2151) zakazuje sprzedaży napojów alkoholowych osobom nietrzeźwym, do lat 18 oraz na kredyt i pod zastaw.